# Filmfare Awards (1989)
34-я церемония награждения Filmfare Awards прошла в городе Бомбей в 1989 году. На ней были отмечены лучшие киноработы на хинди, вышедшие в прокат до конца 1988 года. На этой церемонии впервые были вручены награды за «Лучшую хореографию», «Лучший дебют» и «Lux New Face of the Year». Награда за «Лучшее исполнение комической роли» в этом год не вручалась.
Из-за забастовки работников киноиндустрии и трений Болливуда с правительством штата Махараштра в 1987—1988 годах Filmfare Awards не присуждалась.

## Список лауреатов и номинантов
Лауреаты премии в игровых и музыкальных категориях выделены полужирным шрифтом на золотом фоне, а также, по возможности, представлены фотографиями.

### Основные премии
| Категории                         | Фото лауреатов                     | Лауреаты и номинанты                                              | Фильмы                                                            | Роли                                                              |
| --------------------------------- | ---------------------------------- | ----------------------------------------------------------------- | ----------------------------------------------------------------- | ----------------------------------------------------------------- |
| Лучший фильм                      | Лучший фильм                       | • «Жажда мести» (реж. Ракеш Рошан, прод. Ракеш Рошан, Гуль Ананд) | • «Жажда мести» (реж. Ракеш Рошан, прод. Ракеш Рошан, Гуль Ананд) | • «Жажда мести» (реж. Ракеш Рошан, прод. Ракеш Рошан, Гуль Ананд) |
| Лучший фильм                      | Лучший фильм                       | • «Приговор» (реж. Мансур Хан, прод. Насир Хуссейн)               |                                                                   |                                                                   |
| Лучший фильм                      | Лучший фильм                       | • «Жгучая страсть» (реж. Н. Чандра, прод. Динеш Ганди)            |                                                                   |                                                                   |
| Лучшая режиссёрская работа        |                                    | • Мансур Хан                                                      | «Приговор»                                                        | «Приговор»                                                        |
| Лучшая режиссёрская работа        | • Н. Чандра                        | «Жгучая страсть»                                                  | «Жгучая страсть»                                                  |                                                                   |
| Лучшая режиссёрская работа        | • Ракеш Рошан                      | «Жажда мести»                                                     | «Жажда мести»                                                     |                                                                   |
| Лучшая мужская роль               |                                    | • Аамир Хан                                                       | «Приговор»                                                        | Радж                                                              |
| Лучшая мужская роль               | • Амитабх Баччан                   | «Shahenshah»                                                      | Виджай Шираства / Шахеншах                                        |                                                                   |
| Лучшая мужская роль               | • Анил Капур                       | «Жгучая страсть»                                                  | Манеш «Мунна» Дешмукх                                             |                                                                   |
| Лучшая женская роль               |                                    | • Джухи Чавла                                                     | «Приговор»                                                        | Рашми                                                             |
| Лучшая женская роль               | • Мадхури Дикшит                   | «Жгучая страсть»                                                  | Мохини                                                            |                                                                   |
| Лучшая женская роль               | • Рекха                            | «Жажда мести»                                                     | Арти Верма / Джоти                                                |                                                                   |
| Лучшая мужская роль второго плана |                                    | • Анупам Кхер                                                     | «Путь к победе»                                                   | Лала Иодрадж Бхалла                                               |
| Лучшая мужская роль второго плана | • Чанки Пандей                     | «Жгучая страсть»                                                  | Бабан                                                             |                                                                   |
| Лучшая мужская роль второго плана | • Нана Патекар                     | «Andha Yudh»                                                      | шеф полиции Сухас Дандекар                                        |                                                                   |
| Лучшая женская роль второго плана |                                    | • Анурадха Пател                                                  | «Ijaazat»                                                         | Майя                                                              |
| Лучшая женская роль второго плана | • Паллави Джоши                    | «Andha Yudh»                                                      | Сародж                                                            |                                                                   |
| Лучшая женская роль второго плана | • Сону Валия                       | «Жажда мести»                                                     | Нандини                                                           |                                                                   |
| Лучший дебют                      |                                    | • Аамир Хан                                                       | «Приговор»                                                        | Радж                                                              |
| Lux New Face of the Year          |                                    | • Джухи Чавла                                                     | «Приговор»                                                        | Рашми                                                             |
| Лучшее исполнение комической роли | Премия в номинации не присуждалась | Премия в номинации не присуждалась                                | Премия в номинации не присуждалась                                | Премия в номинации не присуждалась                                |
| Лучший сюжет                      |                                    | • Субодх Гхош                                                     | «Ijaazat»                                                         | «Ijaazat»                                                         |

### Музыкальные премии
| Категории                       | Фото лауреатов        | Лауреаты и номинанты | Фильмы                  | Песни                |
| ------------------------------- | --------------------- | -------------------- | ----------------------- | -------------------- |
| Лучшая музыка к песне           |                       | • Ананд-Милинд       | «Приговор»              | «Приговор»           |
| Лучшая музыка к песне           | • Лаксмикант-Пьярелал | «Жгучая страсть»     | «Жгучая страсть»        |                      |
| Лучшая музыка к песне           | • Раджеш Рошан        | «Жажда мести»        | «Жажда мести»           |                      |
| Лучшие слова к песне            |                       | • Гулзар             | «Ijaazat»               | «Mujhe Kuchh Samaan» |
| Лучшие слова к песне            | • Джавед Ахтар        | «Жгучая страсть»     | «Ek Do Teen»            |                      |
| Лучшие слова к песне            | • Маджрух Султанпури  | «Приговор»           | «Papa Kehte Hain»       |                      |
| Лучший мужской закадровый вокал |                       | • Амит Кумар         | «Жгучая страсть»        | «Ek Do Teen»         |
| Лучший мужской закадровый вокал | • Мохаммад Азиз       | «Dayavan»            | «Dil Tera Kisne Toda»   |                      |
| Лучший мужской закадровый вокал | • Удит Нараян         | «Приговор»           | «Papa Kehte Hain»       |                      |
| Лучший женский закадровый вокал |                       | • Анурадха Паудвал   | «Жгучая страсть»        | «Keh Do Ki Tum»      |
| Лучший женский закадровый вокал | • Алка Ягник          | «Жгучая страсть»     | «Ek Do Teen»            |                      |
| Лучший женский закадровый вокал | • Садхана Саргам      | «Жажда мести»        | «Main Teri Hoon Jaanam» |                      |

### Премии критиков
| Лучший художественный фильм | • «Om-Dar-B-Dar» (реж. Камал Сваруп, прод. комп. NFDC) |                                    |                                    |                                    |
| Лучший документальный фильм | Премия в номинации не присуждалась                     | Премия в номинации не присуждалась | Премия в номинации не присуждалась | Премия в номинации не присуждалась |

### Технические премии
| Категории                            | Лауреаты             | Фильмы           |
| ------------------------------------ | -------------------- | ---------------- |
| Лучший диалог                        | • Камлеш Пандей      | «Жгучая страсть» |
| Лучший сценарий                      | • Насир Хуссейн      | «Приговор»       |
| Лучший монтаж                        | • Санджай Варма      | «Жажда мести»    |
| Лучшая операторская работа           | • Киран Деоханс      | «Приговор»       |
| Лучшая хореография                   | • Сародж Хан         | «Жгучая страсть» |
| Лучшая работа художника-постановщика | • Лиладхар С. Савант | «Hatya»          |
| Лучший звук                          | • Дж. П. Сегхал      | «Hatya»          |

## Наибольшее количество номинаций и побед
- «Жгучая страсть» – 12 (4)
- «Приговор» – 11 (8)
- «Жажда мести» – 7 (3)